# Vilém Kurz (Pianist)

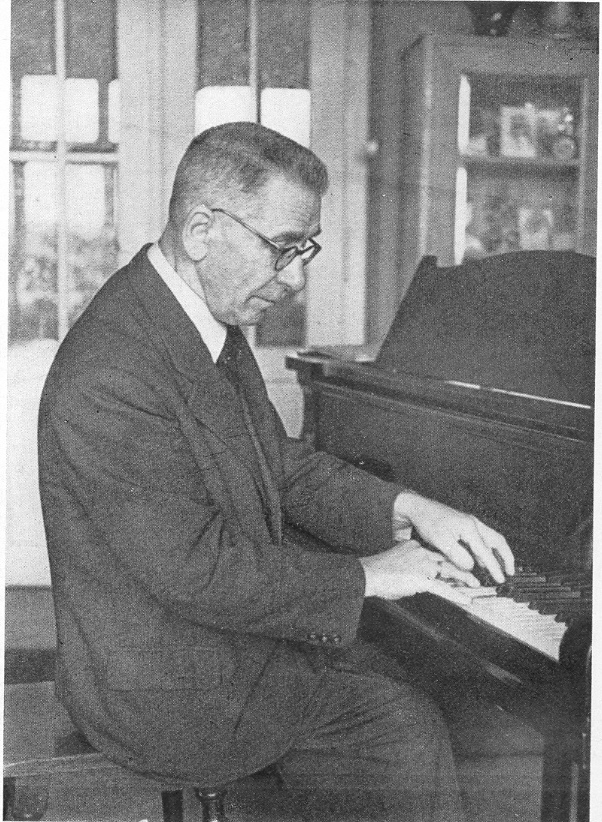
Vilém Kurz

Vilém Kurz (* 23. Dezember 1872 in Německý Brod; † 25. Mai 1945 in Prag) war ein tschechischer Pianist und Musikpädagoge.

## Leben
Vilém Kurz erhielt 1884 bis 1886 Klavierunterricht bei Julius Höger und von 1886 bis 1898 bei Jakub Virgil Holfeld. Außerdem studierte er 1887 bis 1888 Theorie und Orgel an der Prager Orgelschule und legte 1892 sein Musikexamen am Prager Konservatorium ab. In den folgenden Jahren führten ihn Konzertreisen als Solist und Kammermusikpartner bis nach Wien und Berlin. 1898 bis 1919 hatte er eine Klavierprofessur in Lemberg inne, von 1919 bis 1920 in Brünn. Ab 1920 war Kurz Professor für Klavier am Prager Konservatorium (bis 1928 an der Außenstelle in Brünn, danach bis 1940 in Prag). 1936/37 und 1938/39 war er zudem Rektor des Prager Konservatoriums.
Kurz prägte durch seine klavierpädagogische Arbeit die Klavierausbildung seines Heimatlandes nachhaltig. Zu seinen Schülern zählten neben seiner Tochter Ilona Štěpánová-Kurzová, deren Ehemann Václav Štěpán und seinem Enkel Pavel Štěpán unter anderem Rudolf Firkušný, Drahomir Toman, Ilja Hurník, Eduard Steuermann, Břetislav Bakala, Stanislav Heller, František Maxián, Gideon Klein, Matusja Blum, Rafael Schächter und Miloslav Kabeláč.
Außerdem war Vilém Kurz Herausgeber von Klavierwerken; unter anderem erstellte er eine im Konzertgebrauch häufig verwendete, jedoch nicht unumstrittene Revision des Klavierparts von Antonín Dvořáks Klavierkonzert g-Moll op. 33.
Sein Cousin Louis Lejeune war ein deutscher Maler.